# IMBEL

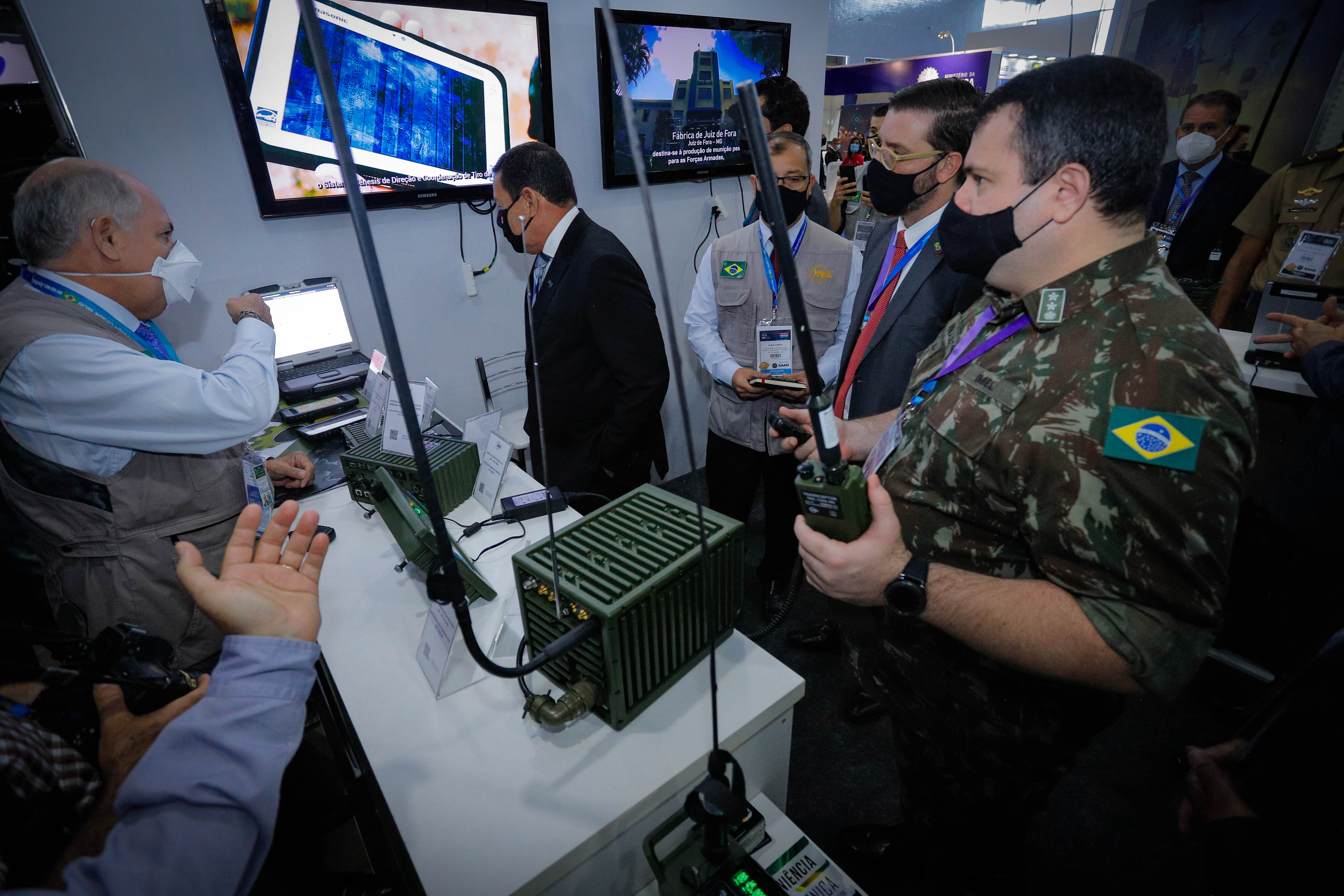
Vicepresidente de la República Hamiltom Mourão durante la 6ª Exposición BID Brasil. Brasília - DF 09/12/2021

La empresa  brasileña IMBEL: Indústria de Material Bélico do Brasil, es una empresa  estatal del Ministerio de Defensa, fundado en 1975, que coordina la actividad industrial relacionada con la planificación y producción de material de guerra a través de la transferencia de tecnología y el apoyo financiero y técnico del nuevo desarrollo militar.

## Historia
IMBEL fue fundada el 16 de julio de 1934 en la ciudad de  Itajubá, Minas Gerais, Brasil. La fábrica original fue designada Fábrica de Canos e Sabres para Armas Portáteis y más tarde Fábrica de Itajubá (FI), que involucró directamente al Ejército brasileño en la producción de material militar.
El 14 de julio de 1975 la Ley núm. 6227 creó la Indústria de Material Bélico do Brasil (IMBEL), vinculada al Ministerio del Ejército, con el propósito de promover la industria de material de guerra de interés para el ejército basada en la inversión privada. El mandato de la organización se amplió posteriormente a la promoción de la industria del material militar en Brasil. Inicialmente estuvo involucrado en la fabricación de fusiles Mauser.

## Productos
- IA2: Un nuevo fusil diseñado para ser el reemplazo de sus FAL. Utiliza muchas piezas de polímero y un perno rediseñado. Tiene un retroceso bajo y pasó la rígida prueba impuesta por el ejército brasileño. El fusil todavía está siendo evaluado por la Marina de Brasil y la Fuerza Aérea Brasileña (2013 / set).

- MD-2: Una copia con licencia del FN FAL denominada Fuzil Automático Leve (FAL) fabricada por FI (Fábrica de Itajubá). Brasil recibió una pequeña cantidad de fusiles FAL fabricados por FN para su evaluación ya en 1954. Las pruebas de campo de tropas se realizaron con FAL fabricados por FN entre 1958 y 1962. En 1964, Brasil adoptó oficialmente el fusil, designandolo con el nombre: M964. Poco después se inició la producción bajo licencia en IMBEL en la planta de Itajubá. La versión de culata plegable se denominó M964A1. A finales de la década de 1980 y principios de la de 1990, IMBEL había fabricado unos 200.000 rifles M964. La mayoría de los FAL fabricados en Brasil se caracterizan por sus receptores de tipo tardío "con losa lateral" con cortes de iluminación externos omitidos, una característica que simplifica la producción y reduce los costos. Los primeros FAL fabricados por FN para Brasil son los modelos típicos FN 1964 con receptores Tipo 1 o Tipo 2 (con cortes de iluminación), culata de plástico, guardamanos y empuñadura de pistola, ocultador de flash cilíndrico de 22 mm para el lanzamiento de granadas y modelo de plástico "D" para llevar encargarse de. También se produjo una versión de cañón pesado, conocida como FAP (Fuzil Automático Pesado, rifle automático pesado) para las fuerzas armadas, para ser utilizada como arma automática de escuadrón.
  - MD2A1: una adaptación de metralleta de 9 mm del rifle MD-2.
  - Variantes FAL: Brasil también fabrica sus propias variantes FAL, conocidas como rifles de asalto MD-2 y MD-3, fabricados por IMBEL. El primer prototipo, el MD-1, apareció alrededor de 1983. En 1985, el MD-2 fue presentado y adoptado por las Fuerzas armadas brasileñas. El MD-2 / MD-3 es muy similar al FAL, las principales diferencias de diseño son el sistema de bloqueo, que fue reemplazado por un perno giratorio tipo M16, y su recámara para el cartucho OTAN de 5,56 × 45 mm. Los modelos MD-2 y MD-3 utilizan cargadores compatibles con M16; el MD-2 cuenta con una culata de plegado lateral y la MD-3 utiliza la misma culata de polímero fijo que el FAL.
  - SAR 48: IMBEL produjo una versión semiautomática del FAL para Springfield Armory, Inc. (que no debe confundirse con el Springfield Armory militar de EE. UU.), Que se comercializó en los EE. UU. Como SAR-48 y SAR-4800, comenzando a mediados de Década de 1980. Los receptores fabricados por IMBEL han tenido una gran demanda entre los armeros estadounidenses que fabrican FAL a partir de "kits de piezas", especialmente el tipo 3 forjado sin cortes de rayo, el más fuerte de todos los receptores con licencia FN. Los primeros SAR-48 eran simplemente FAL M964 de fuego selectivo que se modificaron a semiautomático solo al reemplazar el fiador de seguridad con una arandela gruesa soldada en su lugar.

- Modelo 954 Mosquetão y Modelo 968 Mosquefal Itajubá: derivados del Gewehr 98.

- MD97: La familia de rifles de asalto se desarrolló para reemplazar los rifles IMBEL MD-2 y MD-3 que estaban en uso con el ejército brasileño. El MD-97 se basa en el MD-2, pero tiene varias mejoras. La familia de fusiles de asalto IMBEL MD-97 consta de tres modelos con diferentes dimensiones y pesos. La familia MD-97 se puede alimentar desde un cargador STANAG. Los rifles de asalto están disponibles con culatas fijas o plegables. Los rifles pueden equiparse con accesorios como supresores de sonido y miras ópticas. La vida útil del barril es relativamente corta, de 6.000 rondas. El MD-97 también tiene un deflector de latón.
  - MD-97L está destinado a las Fuerzas Armadas de Brasil, un diseño similar al IMBEL MD-2 con una acción operada por gas con cerrojo giratorio. La "L" significa "Leve" o "Light". Este rifle de asalto tiene una recámara para rondas estándar de la OTAN de 5,56 × 45 mm. Tiene un cambiador de modo de disparo selectivo y dispara en modo automático simple, ráfaga y automático. Puede penetrar 3,5 mm de placa balística a una distancia de 600 metros. Es el único rifle de la familia MD-97, que puede equiparse con un lanzagranadas debajo del cañón.
  - MD-97LC es una versión abreviada del MD-97L en modo de disparo único, destinada a las fuerzas policiales. La "LC" significa "Leve / Curto" o "Light / Short". Tiene peso y longitud reducidos. Puede penetrar una placa balística de 3,5 mm a una distancia de 300 metros.
  - MD-97LM es un modelo único y completamente automático probablemente destinado a las fuerzas especiales del ejército brasileño. Es un rifle de asalto con supresor de sonido y lanzagranadas, con un  Riel Picatinny para diversas miras y accesorios.

- ALAC (Arma Leve Anticarro)

- M1911: IMBEL adquirió una licencia de fabricación para la pistola M1911, y ha exportado pistolas a los Estados Unidos de América a través de Springfield Armory, Inc. (vendido bajo la marca Springfield Armory) desde 1985. Produce modelos .380 ACP, 9 mm Parabellum, .40 S&W y .45 ACP. Todo Springfield Armory, Inc. 1911 con un sello de "IMBEL, Brasil" comienzan en las líneas de producción de IMBEL.

- Munición: 105mm AE, 155mm AE M107, Anticarro y Mortero

- Otros: Asistencia técnica, Abrigos, Sistemas de artillería[2]